# Roman Vik
Roman Vik (* 9. srpna 1960) je český podnikatel, který podniká v oboru letectví. Je generálním ředitelem a akcionářem společnosti Smartwings.

## Podnikání v letectví

### Ensor Air
V roce 1992 až do roku 1994 byl jednatelem letecké společnosti Ensor Air, která byla zaměřena na destinace zejména jako Kanárské ostrovy a Mallorcu. Na začátku března 1994 se společnost dostala do finančních problémů, které vyústily v zastavení provozu.

### Smartwings (formálně Travel Service)
Společnost zahájila provoz v druhé polovině roku 1997 jako Travel Service. U vzniku Travel Service stála Česká správa letišť, která vlastnila 34% a zbylých 66% cestovní kancelář Canaria Travel, tedy Roman Vik s manželkou Lenkou Vikovou.
Roman Vik je nyní generálním ředitelem a akcionářem Smartwings (25%, EH group).